# Teshima Kazuki
Teshima Kazuki (sinh ngày 7 tháng 6 năm 1979) là một cầu thủ bóng đá người Nhật Bản.

## Giải vô địch bóng đá U-20 thế giới
Teshima Kazuki được triệu tập vào đội tuyển U-20 Nhật Bản tham dự Giải vô địch bóng đá U-20 thế giới 1999.